# Stare Bogaczowice

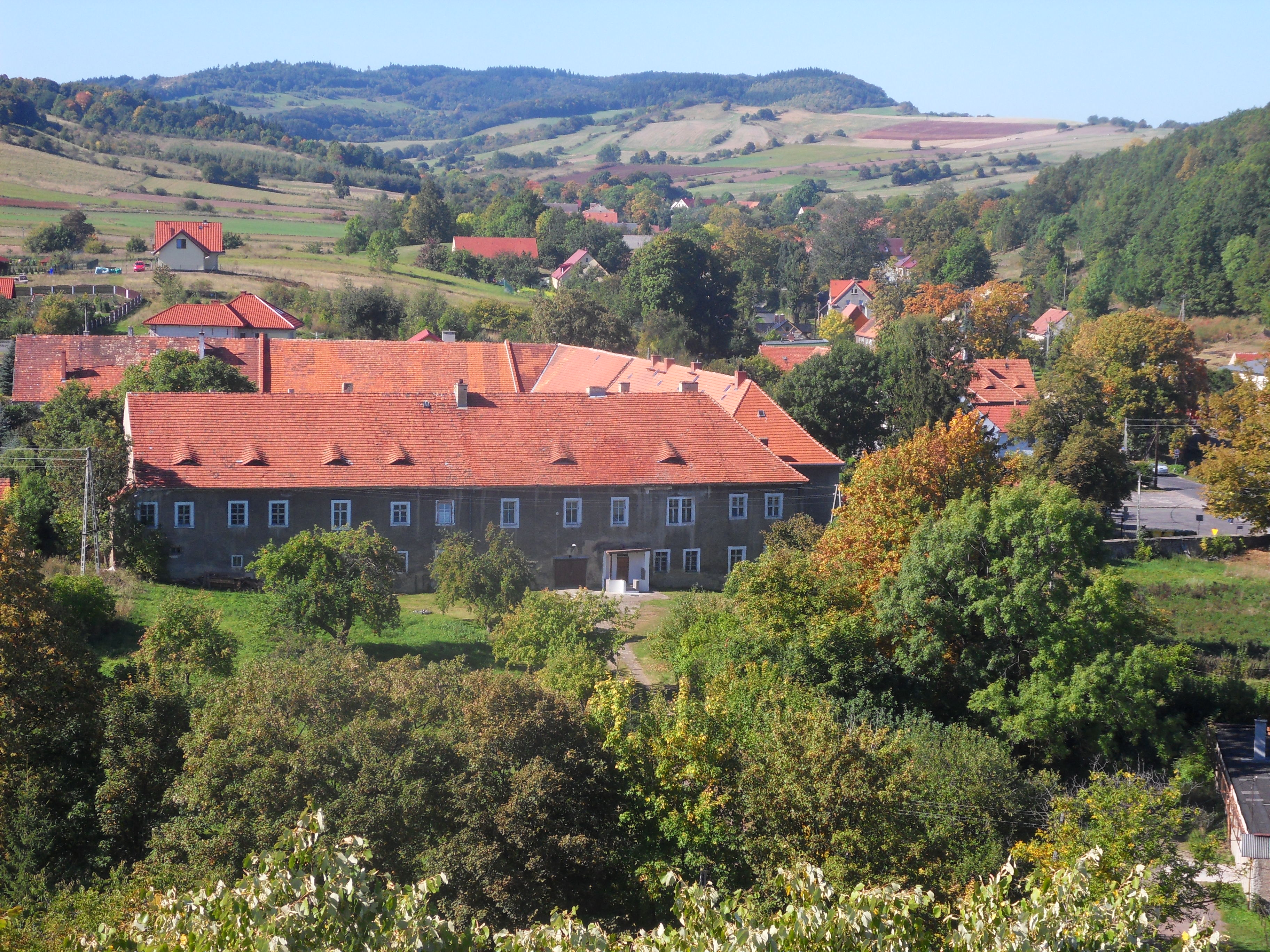
Ehemaliges Grüssauer Klostergut und Wirtschaftshof

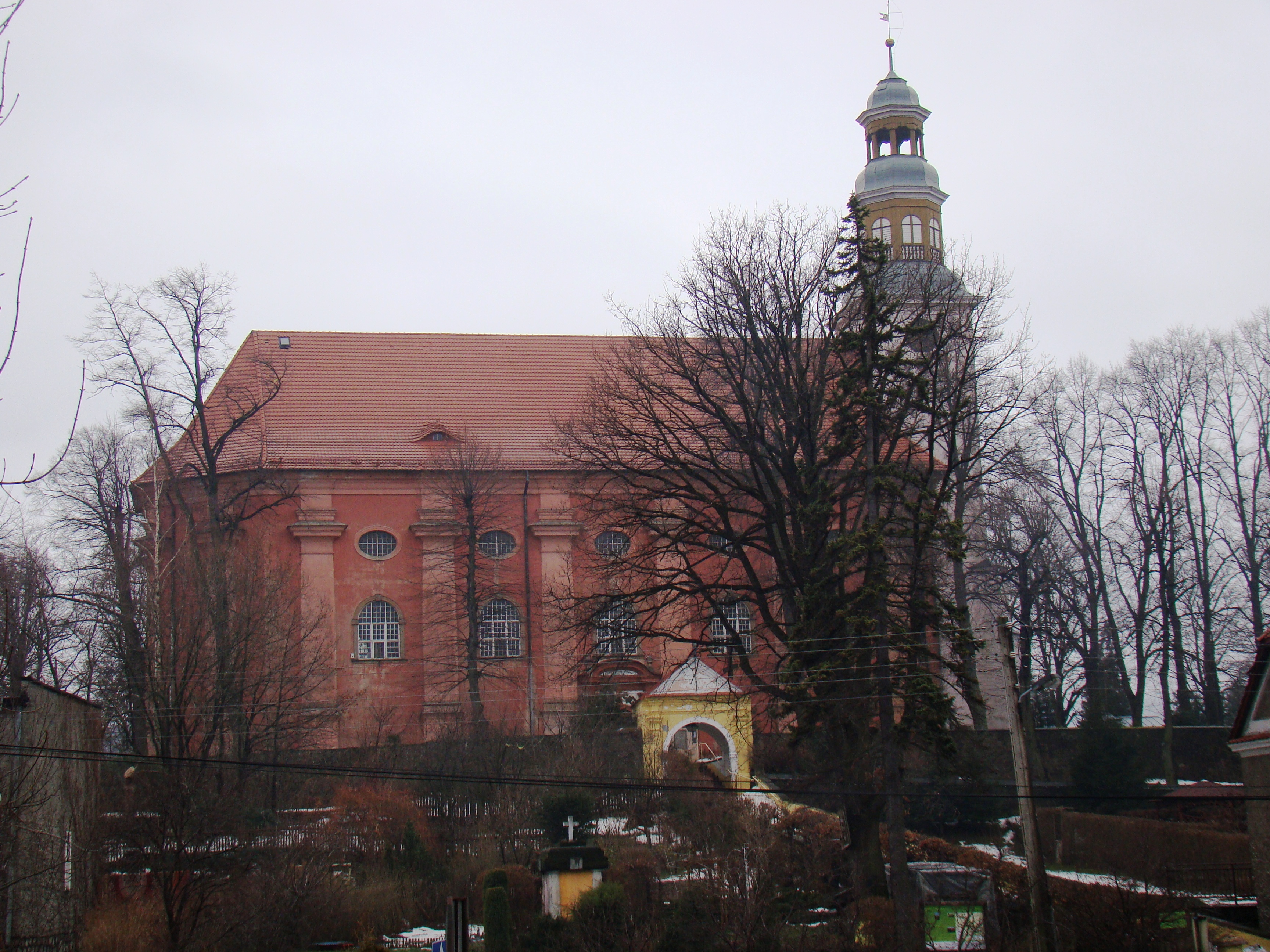
Pfarrkirche St. Joseph

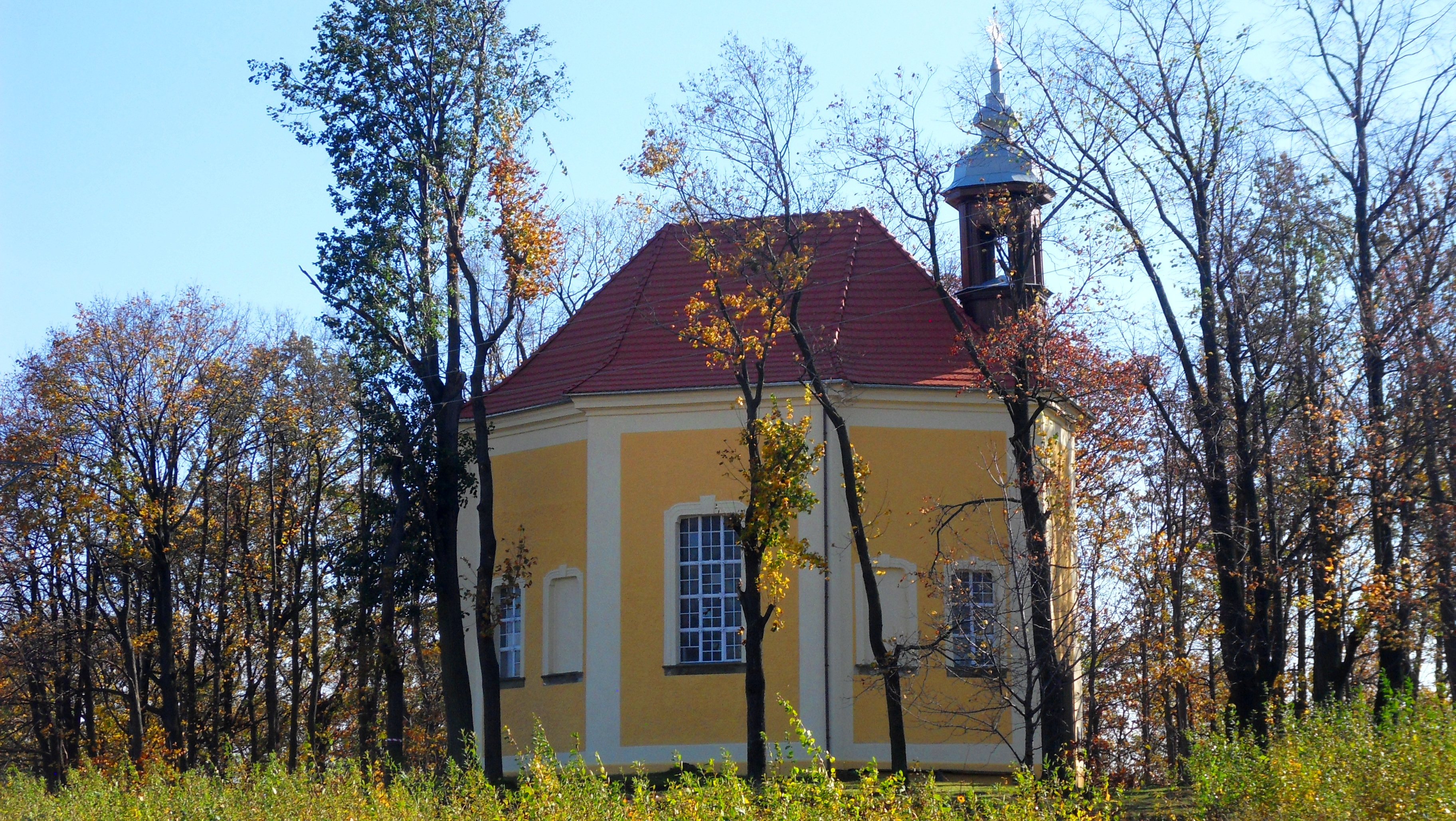
Kapelle St. Anna

Stare Bogaczowice (deutsch: Altreichenau; auch Alt Reichenau) ist ein Dorf im Powiat Wałbrzyski der Woiwodschaft Niederschlesien in Polen. Es ist Sitz der Landgemeinde Stare Bogaczowice mit 4265 Einwohnern (Stand 31. Dezember 2020).

## Geographie
Stare Bogaczowice liegt elf Kilometer nordwestlich von Wałbrzych (Waldenburg) entfernt. Nachbarorte sind Chwaliszów (Quolsdorf) und Cieszów (Fröhlichsdorf) im Nordosten, Szczawno-Zdrój (Bad Salzbrunn) und Konradów (Konradsthal) im Südosten, Lubomin (Liebersdorf) und Jabłów (Gaablau) im Süden, Witków (Wittgendorf) und Jaczków (Hartmannsdorf) im Südwesten und Gostków (Gießmannsdorf) sowie Marciszów (Merzdorf) im Westen.

## Geschichte
Reichenau wurde um 1210 gegründet und war 1222 im Besitz des Klosters Heinrichau. Nach der Anlage des Dorfes Neu Reichenau 1263 wurde das bisherige Reichenau als Alt Reichenau bezeichnet. 1292 übergab es Herzog Bolko I. dem von ihm gegründeten Zisterzienserkloster Grüssau. Dessen Abt Petrus I. verzichtete 1389 auf die Scholtisei in Reichenau zugunsten des Andres Withen. Nach dem Tod des Herzogs Bolko II. fiel es 1368 zusammen mit dem Herzogtum Schweidnitz erbrechtlich an Böhmen, wobei Bolkos Witwe Agnes von Habsburg bis zu ihrem Tod 1392 ein Nießbrauch zustand. Nach den Zerstörungen durch die Hussiten 1427 erfolgte ein Wiederaufbau. 1518 konnte Abt Franz die Scholtisei von den Brüdern Melchior und Hans Bryning für 300 Ungarische Gulden zurückkaufen. Zur Bestreitung der Türkensteuer musste Abt Johannes V. 1547 Altreichenau zusammen mit Neureichenau, Quolsdorf und Wittgendorf an Hans von Schaffgotsch verpfänden. 1571 kamen die Dorfschaften wiederum in Klosterbesitz. Für das Jahr 1576 sind 74 Bauern nachgewiesen. Ab 1707 war der spätere Grüssauer Abt Innozenz Fritsch Pfarrer des damals gemischtkonfessionellen Stiftsdorfes. Zugleich war er Verwalter der Altreichnauer klösterlichen Besitzungen. Auf Anordnung des Abtes Dominicus Geyer erneuerte und erweiterte er die Dominialgebäude. 1716 veranlasste er der Bau einer Umfassungsmauer der klösterlichen Gartenanlagen und Gebäude. Während seiner Amtszeit als Abt gründete er in Altreichenau die St.-Anna-Bruderschaft, und am 25. Mai 1734 legte er den Grundstein für die St.-Anna-Kapelle.
Nach dem Ersten Schlesischen Krieg fiel Altreichenau zusammen mit dem größten Teil Schlesiens 1742 an Preußen. 1810 wurde das Klostergut säkularisiert. Nach der Neugliederung Preußens gelangte es 1815 an die Provinz Schlesien und gehörte ab 1816 zum Landkreis Bolkenhain. Seit 1874 war die Landgemeinde Altreichenau Sitz des gleichnamigen Amtsbezirks, der 1932 in den Landkreis Jauer, 1933 in den Landkreis Landeshut und 1934 in den Landkreis Waldenburg umgegliedert wurde. 1939 bestand Altreichenau aus 1691 Einwohnern.
Als Folge des Zweiten Weltkriegs fiel Altreichenau 1945 wie fast ganz Schlesien an Polen und wurde in Stare Bogaczowice umbenannt. Die deutsche Bevölkerung wurde vertrieben. Die neuen Bewohner waren zum Teil selber im Zuge der Zwangsumsiedlung von Polen aus den ehemaligen polnischen Ostgebieten 1944–1946 vertrieben worden. 1975 bis 1998 gehörte Stare Bogaczowice zur Woiwodschaft Wałbrzych.

## Sehenswürdigkeiten
- Die katholische Pfarrkirche St. Joseph wurde während der Amtszeit des Grüssauer Abtes Bernhard Rosa durch den Maurermeister Martin Urban 1685–1689 errichtet. Der zweigeschossige Hauptaltar besteht aus einem Kruzifix, flankiert von der hl. Maria und dem hl. Joseph, darüber befindet sich das Gemälde Himmelfahrt Mariä. Die Gemälde mit Porträts von Grüssauer Äbten stammen aus dem Ende des 18. Jahrhunderts.
- Das ehemalige Klostergut mit Wirtschaftshof im Westteil des Dorfes wurde in der zweiten Hälfte des 17. Jahrhunderts errichtet und mehrmals renoviert. Es ist eine zweigeschossige Anlage mit Walmdächern und Dachgauben.
- Die St.-Anna-Kapelle wurde als Stiftung der St.-Anna-Bruderschaft 1735–1736 vermutlich durch den Klosterbaumeister Joseph Anton Jentsch erbaut und 1935 renoviert. Die Deckenmalereien schuf 1736 der Liegnitzer Maler Franz Heigel, den gemalten Altar der Grüssauer Maler Joseph Noepel 1777.
- Die evangelische Kirche wurde 1777–1780 an der Stelle eines Vorgängerbaus von etwa 1750 errichtet. Es war eine Saalkirche mit zweigeschossigen, umlaufenden Emporen; derzeit Ruine.

## Gemeinde
Zur Landgemeinde (gmina wiejska) Stare Bogaczowice gehören das Dorf selbst und sieben weitere Dörfer mit Schulzenämtern (sołectwa).

## Söhne und Töchter
- Arnold Hanel (1831–1910), deutscher Architekt und Baubeamter
- Dinardi (1911–1996), deutscher Zauberkünstler
- Johannes Hoffmann (* 1937), deutscher Moraltheologe und Sozialethiker